# Репная (населённый пункт при станции)
Репная — станция в Каменском районе Ростовской области.
Входит в состав Богдановского сельского поселения.

## Население
| 2010 |
| ---- |
| 129  |

## Улицы
- ул. Железнодорожная,
- ул. Степная,
- ул. Фрунзе.

## Инфраструктура
В населённом пункте располагается Железнодорожная станция Репная.